# Нью-Маркет (Айова)
Нью-Маркет (англ. New Market) — місто (англ. city) в США, в окрузі Тейлор штату Айова. Населення — 385 осіб (2020).

## Географія
Нью-Маркет розташований за координатами 40°43′57″ пн. ш. 94°54′0″ зх. д. / 40.73250° пн. ш. 94.90000° зх. д. (40.732565, -94.900042).  За даними Бюро перепису населення США в 2010 році місто мало площу 1,14 км², з яких 1,14 км² — суходіл та 0,00 км² — водойми.

## Демографія
Згідно з переписом 2010 року, у місті мешкало 415 осіб у 190 домогосподарствах у складі 117 родин. Густота населення становила 364 особи/км².  Було 212 помешкання (186/км²).
Расовий склад населення:
| - 98,1 % — білих - 0,2 % — корінних американців - 0,2 % — азіатів |

До двох чи більше рас належало 1,4 %. Частка іспаномовних становила 0,2 % від усіх жителів.
За віковим діапазоном населення розподілялося таким чином: 22,9 % — особи молодші 18 років, 58,3 % — особи у віці 18—64 років, 18,8 % — особи у віці 65 років та старші. Медіана віку мешканця становила 41,8 року. На 100 осіб жіночої статі у місті припадало 93,0 чоловіків;  на 100 жінок у віці від 18 років та старших — 90,5 чоловіків також старших 18 років.
Середній дохід на одне домашнє господарство  становив 55 190 доларів США (медіана — 42 321), а середній дохід на одну сім'ю — 68 747 доларів (медіана — 55 357). Медіана доходів становила 41 818 доларів для чоловіків та 36 875 доларів для жінок. За межею бідності перебувало 13,2 % осіб, у тому числі 16,2 % дітей у віці до 18 років та 13,8 % осіб у віці 65 років та старших.
Цивільне працевлаштоване населення становило 186 осіб. Основні галузі зайнятості: освіта, охорона здоров'я та соціальна допомога — 23,7 %, виробництво — 21,0 %, роздрібна торгівля — 10,8 %, публічна адміністрація — 10,2 %.